# Kálmánchelyi Zoltán
Kálmánchelyi Zoltán (Budapest, 1972. december 2. –) magyar filmrendező, színész, a Weöres Sándor Színház alapító tagja.

## Életpályája
1987–1992 között a Karsai János Mim Műhely tagja volt. 1991–1995 között a Lágymányosi Színházi Műhely tagja volt. 1995–1998 között az Új színház stúdiójában tanult. 1996-tól folyamatosan dolgozott Stefanovics Angélával, Mucsi Zoltánnal és Végh Zsolttal. 1998-ban alapító tagja volt a Junion csoportnak Budapesten. 2000-ben az Inforg Stúdió munkatársa volt. 2008–2020 között a szombathelyi Weöres Sándor Színház társulati tagja volt.

### Munkássága

#### Színpadi szerepei
A Színházi adattárban regisztrált bemutatóinak száma: színész – 44,  rendező – 2.
Zsámbéki Színházi és Művészeti Bázis
- Az angyalarcú démon, avagy becsületgyilkosság a mozi Mekkájában
- Libiomfi (rendező)

Latabár Színház
- Gyere haza Mikkamakka

Szkéné Színház
- A fajok eredete

Raiffeisen Utcaszínház
- Commedia dell'arte

Junion színház
- Rajzolj nekem egy bárányt! (rendező)
- Wándza M.: Zőld Martzi - Juhász
- Niggel Williams: Osztályellenség - Dugó
- Salinger: Zabhegyező - Spencer
- Bán Zoltán: Ébren álmunk erdejében - Kacor kapitány
- Beckett: Akasszuk föl magunkat most rögtön!
- Gogol-Soós Tamás: Holt lelkek - Nozdrjov
- Caragiale: Café Junion - Tipatescu, Spiridon

Jászai Mari Színház
- Nesze! Nesze! Nesze!

Merlin Színház
- A Raiffeisen Mesekastély a Merlinben - A hatalmas Színrabló

Városi színház
- Matt

Spinoza Színház
- Ripacsok

Weöres Sándor Színház
- Arthur Miller: Az ügynök halála – Happy
- Vajda Katalin – Valló Péter – Fábri Péter: Anconai szerelmesek – Lucrezio
- Cabaret A'la Carte – Színész 2.
- Láss csudát!
- Joe Masteroff–Fred Ebb–John Kander: Kabaré – Clifford Bradshaw
- Molnár Ferenc: Liliom
- John Kander – Fred Ebb – Fosse: CHICAGO - Konferanszié
- Molière: Scapin furfangjai – Octave
- Dömötör Tamás: Szerelmes Balázs
- Egressy Zoltán – Dömötör Tamás: 9700
- Koleszár Bazil Péter- Sultz Sándor: A jó pálinka itassa magát - Csaba
- Revüzió- Az 1966/67-es táncdalfesztivál Vas megyei felülvizsgálata
- Frances Hodgson Burnett: A kis Lord – DICK
- A kis herceg – Vas Megyei Művelődési és Ifjúsági Központ (MMIK)
- Georges Feydeau: A tartalék tartalékos – Gulicska
- Madách Imre: Az ember tragédiája
- Gaál József–Darvas Ferenc–Várady Szabolcs-Bognár Róbert: A peleskei nótárius
- Jeles András: Zarándokének
- Háy János: Rák Jóska, dán királyfi - Macska János / Laertész szerepében /
- Molière : A nők iskolája - HORACE, Ágnes szerelme
- Színházi szösszenet
- Molnár Ferenc : Játék a kastélyban
- Dale Wasserman-Joe Darion: La Mancha lovagja - Atya
- Anthony Shaffer: Mesterdetektív - MILO TINDLE
- Weöres Sándor: Szent György és a Sárkány - SIRIO, silenei lovag
- Füst Milán: Máli néni - Alfonz
- László Miklós: Illatszertár - Asztalos úr
- B. Török Fruzsina (Móricz Zsigmond műve alapján): Jelenetek 2 házasságból - Az asszony beleszól - Imre

#### Rendezései
- Antoine de Saint-Exupéry: Rajzolj nekem egy bárányt!
- Libiomfi
- Becket: Ugye Joe (koreográfia)

#### Filmjei
- Futni mentem (2024) színész
- Hazatalálsz (2024) színész
- Valami Amerika (2023) színész
- Marsra magyar! (2023–2024) rendező, színész
- Öszödik Pecsét (2007) rendező, színész, forgatókönyvíró, operatőr, jelmeztervező, producer, animáció, vágó
- Libiomfi (2003) rendező, színész, forgatókönyvíró
- Legkisebb film a legnagyobb magyarról, avagy ha nincs kéz, nincs csoki (2001) rendező, színész
- uristen@menny.hu (1999) rendező, színész, forgatókönyvíró
- Pesti mese: Óz, a nagy varázsló (1998) rendező, színész, forgatókönyvíró, díszlettervező
- Szegény Peti nagymamája (1997) rendező, forgatókönyvíró
- Tirpák TV rendező (1997) rendező
- Esti Mese – Ho-Ho-Horgász (1997) rendező
- Esti Mese – Tököcske (1996) rendező

## Díjak
- Egri Nemzetközi Ifjúsági Filmfesztivál
  - 1998díj: fődíj(Szegény Peti nagymamája)
- Open Film Fesztivál
  - 1998 – Égből pottyant-díj (Szegény Peti nagymamája)
  - 1998 – fődíj  (Pesti Mese: Óz a nagy varázsló)
- Országos Amatőr Videó- és Közönségfilm Fesztivál
  - 1999 díj: különdíj (Pesti Mese: Óz a nagy varázsló)
- 30. Budapesti Független Film- és Videószemle
  - 1999 díj: fődíj (Pesti Mese: Óz a nagy varázsló)
  - 2000 díj: fődíj (uristen@menny.hu)
- Több Szem Pont Videó- és Filmfesztivál
  - 1999 díj: különdíj (Pesti Mese: Óz a nagy varázsló)
- Országos Független Film- és Videószemle
  - 1999 díj: különdíj (Pesti Mese: Óz a nagy varázsló)
- Mediawave Fesztivál
  - 2000 díj: ifjúsági kategória fődíj (uristen@menny.hu)
  - 2002 díj: leghumorosabb film díja  (Legkisebb film a legnagyobb magyarról, avagy ha nincs kéz, nincs csoki)
- Országos Független Film- és Videoszemle
  - 2002 díj: különdíj (Legkisebb film a legnagyobb magyarról, avagy ha nincs kéz, nincs csoki)
- I. Fiatal Filmesek Nemzetközi Fesztiválja
  - 2003 díj: Miskolc város különdíja (Legkisebb film a legnagyobb magyarról, avagy ha nincs kéz, nincs csoki)
- Kritikusok díja
  - 2003 díj: legjobb kisjátékfilm díja (Legkisebb film a legnagyobb magyarról, avagy ha nincs kéz, nincs csoki)
- Magyar Filmszemle
  - 2000 díj: Legjobb kisjátékfilm díj (uristen@menny.hu)
  - 2002 díj: legkiemelkedőbb produceri munka – Muhi András (Legkisebb film a legnagyobb magyarról, avagy ha nincs kéz, nincs csoki)
  - 2003 díj: Diákzsűri első nagyjátékfilm különdíja (Libiomfi)
  - 2002 díj: legkiemelkedőbb produceri munka – Budai György és Muhi András (Libiomfi)
  - 2003 díj: legjobb férfialakítás díja – Mucsi Zoltán (Libiomfi)